# Communauté de communes du canton de Ribiers Val de Méouge
La communauté de communes du canton de Ribiers Val de Méouge est une ancienne communauté de communes française, interdépartementale et interrégionale située dans le département des Hautes-Alpes (région Provence-Alpes-Côte d'Azur) et le département de la Drôme (région Auvergne-Rhône-Alpes).

## Historique
La communauté de communes du canton de Ribiers Val de Méouge a été créée par un arrêté préfectoral du 30 décembre 1993.
La loi no 2015-991 du 7 août 2015 portant nouvelle organisation territoriale de la République (loi NOTRe) impose aux intercommunalités une population de plus de 5 000 habitants. La communauté de communes de Ribiers Val de Méouge n'atteignant pas ce seuil, le schéma départemental de coopération intercommunale des Hautes-Alpes impose la fusion avec d'autres communautés de communes.
Le premier projet prévoyait la fusion avec les communautés de communes du Laragnais, et dans le département limitrophe des Alpes-de-Haute-Provence, les CC du Sisteronais et de La Motte-du-Caire - Turriers, pour former la CC « du Sisteronais-Buëch ».
Entre-temps, Antonaves, Châteauneuf-de-Chabre et Ribiers ayant fusionné pour former Val Buëch-Méouge le 1er janvier 2016, Ribiers Val de Méouge ne comptait plus que six communes.
Après décision de la commission départementale de coopération intercommunale le 17 mars 2016, la CC du canton de Ribiers Val de Méouge fusionne avec les CC du Sisteronais, de La Motte-du-Caire - Turriers, du Laragnais, Interdépartementale des Baronnies, du Serrois, de la Vallée de l'Oule. Elle prend le nom de « communauté de communes Sisteronais-Buëch » par l'arrêté préfectoral du 14 novembre 2016.

## Territoire communautaire

### Géographie
La communauté de communes du canton de Ribiers Val de Méouge est située au sud du département des Hautes-Alpes, dans le bassin de vie de Laragne (à l'exception de Ribiers). Elle constitue l'une des neuf intercommunalités du pays Sisteronais-Buëch.
Elle jouxte les communautés de communes de l'Interdépartementale des Baronnies au nord-ouest, du Laragnais au nord-est, et dans les départements limitrophes, du Sisteronais à l'est, de la Vallée du Jabron au sud et des Hautes Baronnies à l'ouest.
Le territoire communautaire se situe à l'écart des grands axes routiers. Ainsi l'autoroute A51 et l'ancienne route nationale 75 (déclassée RD 1075 ou RD 4075) peuvent être empruntés depuis Sisteron ou Laragne-Montéglin. Ribiers est traversée par la RD 948 et la remontée des gorges de la Méouge s'effectue par la RD 942 en direction de Séderon.

### Composition
Avant constitution de la commune nouvelle de Val Buëch-Méouge, la communauté de communes du canton de Ribiers Val de Méouge était constituée des huit communes suivantes : Antonaves, Barret-sur-Méouge, Châteauneuf-de-Chabre, Éourres, Lachau, Ribiers, Saint-Pierre-Avez et Salérans.

### Démographie
| 1968  | 1975  | 1982  | 1990  | 1999  | 2008  | 2013  |
| ----- | ----- | ----- | ----- | ----- | ----- | ----- |
| 1 337 | 1 394 | 1 401 | 1 575 | 1 743 | 1 925 | 2 016 |

## Politique et administration

### Siège
La communauté de communes siège à la mairie de Ribiers, commune déléguée de la commune nouvelle de Val Buëch-Méouge.

### Présidence
En 2014, un conseil communautaire a élu son président, Bruno Lagier, et désigné ses quatre vice-présidents : Gérard Nicolas, Michel Coubat, Albert Moullet et Eric Deguillame.

### Compétences
L'intercommunalité exerce des compétences qui lui sont déléguées par les communes membres :
- aménagement de l'espace communautaire ;
- développement économique (création, aménagement, entretien et gestion de zones d'activités d'intérêt communautaire) ;
- collecte et traitement des déchets ménagers ;
- programme local de l'habitat ;
- schéma de secteur ;
- technologies de l'information et de la communication ;
- tourisme, etc.

### Régime fiscal et budget
La communauté de communes est soumise à la fiscalité additionnelle, sans fiscalité professionnelle de zone.